# John Miller Adye
John Miller Adye (Sevenoaks, 1º novembre 1819 – Cragside, 26 agosto 1900) è stato un generale inglese.

## Biografia
Era il figlio del maggiore James P. Adye, e di sua moglie, Jane Kelson.

## Carriera
Frequentò il Royal Military Academy di Woolwich, entrando nella Royal Artillery nel 1836. È stato promosso al grado di capitano nel 1846, e servì nella Guerra di Crimea, come assistente aiutante generale d'artiglieria.
Prese parte alla repressione dei moti indiani del 1857. Nel 1873, è stato promosso a Maggiore Generale e Governatore della Royal Military Academy di Woolwich. Nel 1882 è stato capo di stato maggiore e il secondo in comando della spedizione d'Egitto. È stato governatore di Gibilterra (1883-1886).
È stato nominato colonnello comandante del IV e XXVI (Royal Arsenal) Kent Rifle Volunteer Corps e colonnello onorario del III Volunteer Battalion, Queen's Own Royal West Kent Regiment.

## Matrimonio
Il 7 ottobre 1856 sposò Mary Cordelia Stopford, figlia del vice ammiraglio Montagu Stopford. Ebbero sei figli:
- John Adye (18 novembre 1857-26 ottobre 1930), sposò Clara Joan Williams, ebbero un figlio;
- Winifreda Jane Adye (1860-5 dicembre 1914), sposò William Watson-Armstrong, I barone Armstrong, ebbero due figli;
- Mary Caroline Adye (1861-?), sposò Apsley Smith, ebbero una figlia;
- Ethel Montagu Adye (1865);
- Mortimer Stopford Adye (1867-?);
- Evelyn Violet Adye (1869).

## Morte
A un certo momento nella sua carriera è diventato un buon amico sia con William Armstrong che con Stuart Rendel.
Adye è stato anche uno scrittore e artista, che descrisse le sue esperienze in opere come A Review of the Crimean War (1859), Sitana: a Mountain Campaign on the Borders of Afghanistan (1863), e Recollections of a military life (1895). I suoi dipinti di Gibilterra si trovano nel Victoria and Albert Museum e due alla National Army Museum.
Morì il 26 agosto 1900 nella contea inglese del Northumberland.